# یواس‌اس جی. داگلاس بلک وود (دی‌ای-۲۱۹)
یواس‌اس جی. داگلاس بلک وود (دی‌ای-۲۱۹) (به انگلیسی: USS J. Douglas Blackwood (DE-219)) یک کشتی بود که طول آن ۳۰۶ فوت (۹۳ متر) بود. این کشتی در سال ۱۹۴۳ ساخته شد.